# Indura
Indura es una empresa multinacional chilena filial de la compañía estadounidense Air Products & Chemicals. Indura nace en 1904 para satisfacer las necesidades del sector metalmecánico con una planta de electrodos. En 1961 entró en operaciones la planta para la producción de oxígeno, acetileno y nitrógeno.
Este fue el primer pilar de la empresa, que posteriormente se expandió a otros países de la región. Indura Ecuador se creó en 1979, para entregar productos y servicios en el área metalmecánica, con soldaduras, gases y equipos. Posteriormente, Indura se estableció en Argentina en 1991. A la fecha está presente en Buenos Aires, Córdoba, Rosario y Tucumán, ofreciendo productos y servicios para las áreas medicinal, metalmecánica y de resonancia magnética nuclear. Desde 1996, Indura está presente en Perú principalmente en las áreas metalmecánica y minera. El año 2004 comenzó a participar en el área medicinal. 
Indura está presente con filiales en Argentina, Perú, Ecuador, México y Colombia y con centros de distribución en Uruguay, Brasil, Bolivia, Venezuela, Panamá, Costa Rica, Nicaragua, El Salvador, Honduras, Guatemala, Estados Unidos, Canadá y España.